# Arthroschista hilaralis
Arthroschista hilaralis is een vlinder uit de familie van de grasmotten (Crambidae), uit de onderfamilie van de Spilomelinae. De wetenschappelijke naam van deze soort is voor het eerst voorgesteld als Margaronia hilaralis door Francis Walker in een publicatie uit 1859.

## Verspreiding
De soort komt voor in Bhutan, India, Sri Lanka, Cambodja, Myanmar, Thailand, Indonesië (Sumatra), Borneo en Australië.

## Waardplanten
De rups leeft op Neolamarckia cadamba (Rubiaceae).